# 聯合車站 (多倫多地鐵)
聯合車站（英語：Union Station）是一個位於加拿大安大略多倫多前街西55號，屬於多倫多地鐵央街－大學線的地鐵車站。此站在1954年開放，是加拿大第一條地鐵央街地鐵第一期的十二個車站之一。1963年大學線通車以前，此站是央街地鐵的南端總站，如今則是U型路線的拐點。此站與士巴丹拿站會通宵開放。
聯合車站位於介乎央街和大學道之間的前街。此站與聯合車站與巴士總站連接，並服務所有GO運輸鐵路線、巴士路線以及維亞鐵路城際路線（包括前往紐約市的美鐵楓葉號列車）。此站連接聯合車站－皮爾遜機場快線、機場聯絡軌道系統往多倫多皮爾遜國際機場。此站是唯一可以轉乘維亞鐵路的地鐵站。
由於多倫多的街道規劃，聯合車站是多倫多地鐵最南端的車站，也是最接近安大略湖的車站，但若按照標準指南針方向，基柏齡站與伊斯靈頓站位置更南。此站每日服務10萬人，是多倫多地鐵第四繁忙的車站，次於布魯亞－央街站、聖佐治站及雪柏－央街站，也是只有一條路線途經的車站當中最繁忙的。
2007年，聯合車站成為多倫多公車局第一個可使用Presto卡的試驗車站。2014年起，此站亦可使用無線上網。

## 外部連結
- 维基共享资源上的相關多媒體資源：Union subway station
- Template:TTC station page
- Stuart Reid – "Zones of Immersion" union station toronto,[sic] anticipated completion 2014
- History of Union station （页面存档备份，存于） at Transit Toronto （页面存档备份，存于）